# Cinclosoma ajax
Cinclosoma ajax là một loài chim trong họ Cinclosomatidae.